# Rue de la Gravette
La rue de la Gravette (en occitan : carrièra de la Gravèta) est une voie de Toulouse, chef-lieu de la région Occitanie, dans le Midi de la France.

## Situation et accès

### Description
La rue de la Gravette est une voie publique. Elle traverse d'est en ouest le quartier de la Patte-d'Oie. 
La chaussée compte une seule voie de circulation automobile en sens unique. Elle appartient à une zone 30 et la vitesse y est limitée à 30 km/h. Il n'existe pas de piste, ni de bande cyclable, quoiqu'elle soit à double-sens cyclable.

### Voies rencontrées
La rue de la Gravette rencontre les voies suivantes, dans l'ordre des numéros croissants :
1. Rue de Cugnaux
2. Place de la Patte-d'Oie

## Odonymie
La rue, qui n'était au XVIIe siècle qu'un petit chemin – un yeys –, a toujours porté le nom de Gravette. Il lui vient du terroir qu'elle traverse, formé de sols graveleux, constitué de fins graviers (graveta, « gravier fin » en occitan) de Garonne. Il a existé par ailleurs, dans le même quartier de la Patte-d'Oie, un passage de la Gravette (actuelle rue du Tchad), mais aussi, dans le quartier de Rangueil, un chemin de la Gravette (actuelle rue du Midi), et, dans le quartier du Busca, une place de la Gravette (actuelle place Henry-Russell).
En 1794, pendant la Révolution française, la rue fut renommée rue la Fertilité, mais elle ne conserva pas cette nouvelle appellation.

## Patrimoine et lieux d'intérêt
- no  29 : maison (1911)[6].
- no  39 : maison toulousaine (deuxième moitié du XIXe siècle)[7].

- no  42-48 : foyer Notre-Dame. 
Le foyer Notre-Dame est un foyer de jeunes filles, ouvert dans la deuxième moitié du XIXe siècle (actuel no 48). En 1923, l'archevêque de Toulouse, Jean-Augustin Germain, ouvre la maison Saint-Augustin, une maison de retraite ouverte aux clercs et aux prêtres du diocèse. Elle est desservie par les religieuses de la Compassion. En 1952, les bâtiments, considérés comme vétustes, sont démolis, tandis qu'un nouveau bâtiment est construit par l'architecte Louis Callebat (actuel no 42)[8],[9].

## Personnalité
- Victor Déqué (1848-1935) : Jean-Victorin Déqué, évêque missionnaire, chef d'institution, fut professeur au Caousou. Il est mort à la maison de retraite du clergé (actuel no 42)[10]